# HelloFresh
HelloFresh SE是一家总部位于德国柏林的国际快煮餐公司。它是美国最大的快煮餐提供商，并且在加拿大，西欧（包括卢森堡，德国，比利时，法国和荷兰），新西兰和澳大利亚都有业务。2017年11月IPO后，该公司已在法兰克福证券交易所上市。

## 历史
HelloFresh由多米尼克·里希特（Dominik Richter）、托马斯·格里塞尔（Thomas Griesel）和杰西卡·尼尔森（Jessica Nilsson）于2011年11月在德国柏林成立。2012年初，他们向付费客户提供打包快煮餐。前10个客户的快煮餐是由里希特和格里塞尔打包并手动交付的。HelloFresh是较早进入快煮餐行业中公司之一。最初，他们受德国创业工作室公司火箭网资助，于2012年将业务扩展到荷兰、英国、美国和澳大利亚。到2014年，据该公司数据显示，他们每月提供100万份餐点。他们先后在2012年和2013年的融资中分别筹集到1000万美元和700万美元，在2014年的融资中筹集了5000万美元。 
截至2015年3月，该公司已拥有25万用户，但仍未实现盈利。是年9月，在融资过程中，它的估值达到了26亿欧元，筹集了7500万欧元，成为了一家独角兽企业。当时该公司的多数股权仍归火箭网所有。出于投资者对公司拟定价值的担忧，该公司在11月取消了IPO计划。该网站在年内取得大幅发展，截至10月底已有53万用户。截至2016年7月已拥有75万用户，2017年第三季度为130万。
2016年12月，哈罗生鲜公司在最新的G轮融资中获得 Baillie Gifford 独家8500万欧元投资。
2017年10月，该公司宣布计划在法兰克福证券交易所进行首次公开募股，筹集到3.5亿美元。11月2日，该公司完成了IPO，市值达到17亿欧元。在首次公开募股时，该公司的市值是其在美国最大的竞争对手Blue Apron的两倍多。
2018年3月，HelloFresh收购了美国快煮餐公司Green Chef。2018年10月，总部位于加拿大多伦多的HelloFresh分公司收购了加拿大餐厨公司Chefs Plate。
2019年，火箭网通过簿记建档向国际机构投资者出售了HelloFresh剩余的股份。截至2018年底，火箭网占据了HelloFresh30.6%的股份。

## 商业模式
HelloFresh的商业模式是准备一顿饭所需的食材，并将其交付给客户，然后客户必须使用食谱卡烹制这顿饭，大约需要30-40分钟。通常其每周提供的餐点为约三顿两人份，费用约为60至70美元。顾客可在19种食谱中选择。在美国，HelloFresh仿照竞争对手Blue Apron提供葡萄酒订阅服务。在一些市场中，它可提供仅需20分钟就完成的“快速盒”餐（Rapid Box）。
截至2017年11月，该公司在美国的业务占公司收入的60％。至2018年2月，在美国市场的份额占到33%。HelloFresh还在英国、德国、奥地利、瑞士、荷兰、比利时、卢森堡、瑞典、法国、澳大利亚、新西兰、加拿大、丹麦提供服务。

## 批评
HelloFresh被批评称运送的饭菜过分包装导致浪费。该公司还因其营销成本一直高昂但无法盈利而受到批评。公司的顾客保留率低，根据一项独立分析，第一周后不到50％的客户放弃使用该公司的服务，而六个月后只剩下仍不到10％的客户。